# 国際アメリカンフットボール連盟
国際アメリカンフットボール連盟（こくさいアメリカンフットボールれんめい、英語: International Federation of American Football、略称: IFAF）はアメリカンフットボールの国際競技連盟。

## 概要
IFAFの傘下には、以下の5つの大陸競技連盟がある。
- IFAFアフリカ：17
- IFAFアジア：23
- IFAFアメリカ：30
- IFAFヨーロッパ：42
- IFAFオセアニア：8

2022年5月現在、120の国の国内競技連盟が加盟している。

## 歴史
アメリカ合衆国以外で、初めてのアメリカンフットボールの国内競技連盟は、すでにカナディアンフットボールが出来てある程度の歴史があったカナダにおいて、1896年に設立された。日本もアメリカンフットボールが早く定着しており、1936年に日本アメリカンフットボール協会が設立された。欧州アメリカンフットボール連盟は1976年に設立された。1998年、アメリカが加盟に同意したため、国際アメリカンフットボール連盟が誕生した。2003年にはGAISF（一時「スポーツアコード」を名乗る）準加盟、2005年に本加盟の国際競技連盟となった。2013年、IOCに暫定加盟となった。2014年にIOC承認競技となりIOC承認国際競技団体連合にも加盟している。また、2017年現在、103の国内競技連盟が加盟している。

## 主催大会
- 世界選手権
- 女子世界選手権
- IFAFジュニア世界選手権大会

## 外部サイト
- IFAF公式サイト